# قلب‌های مهربان و نیم‌تاج‌ها
قلب‌های مهربان و نیم‌تاج‌ها (انگلیسی: Kind Hearts and Coronets) فیلمی در ژانر جنایی به کارگردانی رابرت هیمر است که در سال ۱۹۴۹ منتشر شد. از بازیگران آن می‌توان به والری هابسن، جوآن گرینوود، الک گینس، میلز مالسون، پیتر گاثورن و هیو گریفیث اشاره کرد.

## داستان
زنی اشرافی، دختر دوک هفتم چالفونت، با خواننده‌ای ایتالیایی که از تبار مردم عادی است، ازدواج می‌کند و از خانواده طرد می‌شود. «لویی»، پسر او، که از داشتن عنوان دوک محروم شده، سوگند می‌خورد از خانوادهٔ مادرش انتقام بگیرد.